# Giovanni Borgia (cardinale 1470)
Giovanni Borgia Lanzol de Romani, detto il Minore per distinguerlo dal suo omonimo parente (in catalano Juan de Borja Llançol de Romaní el menor, in spagnolo Juan de Borja Lanzol de Romaní el menor; Valencia, 1470 – Fossombrone, 17 gennaio 1500), è stato un cardinale e arcivescovo cattolico spagnolo.

## Biografia
Figlio di Jofré de Borja Llançol, barone di Villalonga, e di Juana de Moncada, pronipote di papa Alessandro VI, nacque a Valencia nel 1470.
Il 19 settembre 1494 fu eletto vescovo di Melfi, da cui si dimetterà il 3 dicembre 1498. Frattanto nel 1496 era stato promosso alla sede metropolitana di Capua, a cui rinunciò il 15 ottobre 1498.
Papa Alessandro VI lo elevò al rango di cardinale nel concistoro del 19 febbraio 1496. Fu vicario del Papa a Roma, dove ebbe residenza nel palazzo Vaticano. Nel 1498 gli furono affidati vari incarichi di natura politica prima a Perugia, poi a Viterbo. Nel 1499 fu nominato prima legato a latere a Venezia, poi legato a Bologna. Ottenne in amministrazione l'arcidiocesi di Valencia, ma non si recò mai a visitare la diocesi. Fu invece impegnato come comandante delle truppe pontificie e mentre marciava verso Bologna si ammalò e morì il 17 gennaio 1500 a Fossombrone (secondo altre fonti a Urbino) all'età di 30 anni. La sua salma fu inumata nella chiesa di Santa Maria del Popolo a Roma, dove tuttavia non fu eretto alcun monumento funebre in sua memoria.